# Rowodadi (Buay Madang Timur)
Rowodadi is een bestuurslaag in het regentschap Ogan Komering Ulu van de provincie Zuid-Sumatra, Indonesië. Rowodadi telt 1667 inwoners (volkstelling 2010).